# Pseudagrion lindicum
Pseudagrion lindicum là một loài chuồn chuồn kim thuộc họ Coenagrionidae. Loài này có ở Kenya, Mozambique, Somalia, Tanzania, và có thể cả Uganda. Môi trường sống tự nhiên của chúng là rừng ẩm vùng đất thấp nhiệt đới hoặc cận nhiệt đới, vùng cây bụi khô khu vực nhiệt đới hoặc cận nhiệt đới, vùng cây bụi ẩm khu vực nhiệt đới hoặc cận nhiệt đới, sông ngòi, sông có nước theo mùa, đầm nước ngọt, và đầm nước ngọt có nước theo mùa.